# Mölndals samrealskola och kommunala gymnasium
Mölndals samrealskola och kommunala gymnasium var ett läroverk i Mölndal verksamt från 1927 till 1968.

## Historia
Skolan har sitt ursprung i Götiska förbundets friskola som grundades 1824 och som från 1881 omorganiserades till en högre folkskola. Denna flyttade 1925 in i Trädgårdsskolans lokaler, som använts som folkskola  1 juli 1927 bildade den Mölndals kommunala mellanskola som 1945–1948 förstatligades under namnet Mölndals Samrealskola, från 1962 med ett kommunalt gymnasium.
1966 upphörde realskolan och skolan blev enbart en gymnasieskola, Fässbergsgymnasiet efter att 1963 också flyttat till nya skollokaler. Studentexamen gavs från 1965 till 1968 och realexamen från 1928 till 1966.